# Ngounié
Ngounié – jedna z dziewięciu prowincji Gabonu. Sąsiaduje z prowincjami: Nyanga, Ogowe Nadmorskie, Środkowe Ogowe i Ogowe-Lolo oraz z republiką Kongo (regionem Niari). Stolicą prowincji jest Mouila.

## Departamenty
Ngounié jest podzielone na 7 departamentów:
- Boumi-Louetsi (Mbigou)
- Dola (Ndende)
- Douya-Onoy (Mouila)
- Louetsi-Wano (Lebamba)
- Ndolou (Mandji)
- Ogoulou (Mimongo)
- Tsamba-Magotsi (Fougamou)